# Black Sabbath Vol. 4
Black Sabbath Vol. 4 — четвёртый студийный альбом Black Sabbath, записанный группой с продюсером Патриком Миэном и выпущенный 25 сентября 1972 года. Альбом поднялся до восьмого места в UK Albums Chart и до 13-го места в Billboard Top LP’s & Tapes.

## История
Первоначально предполагалось назвать альбом Snowblind, но рекорд-компания, зная о кокаиновом подтексте одноимённого трека, испугалась скандала. Более того, трек «Snowblind» пришлось переписать заново, потому что в оригинале Осборн после каждого куплета издавал вопль: «Cocaine!» (и продолжал это делать впоследствии на концертных выступлениях (см. Reunion, бутлег-альбом Live at Last).
В благодарственном списке Black Sabbath упоминают «the great COKE-Cola Company», также намекая на соответствующий наркотик. Кроме того, в те дни на белоснежной бас-гитаре Гизера Батлера был стикер «Enjoy CoCaine», перефразировавший слоган «Enjoy CocaCola».
Альбом отличается от предыдущих полным отсутствием мистических и (анти)религиозных мотивов в текстах. Более того, тексты «Changes» и «St.Vitus Dance» некоторыми критиками были расценены как банальные. C другой стороны, «Supernaut» отмечалась как одна из самых тяжёлых вещей в репертуаре группы.
Инструментальная пьеса «Laguna Sunrise» написана Айомми под впечатлением от пейзажа, который он увидел во время отдыха на пляже в Лос-Анджелесе во время их турне в 1971 году.
Журнал Kerrang! поставил альбом на 48-е место в списке «100 величайших металлических альбомов всех времён».
В 2000 году журнал Q поставил Vol.4 на 60 место в списке «100 Величайших британских альбомов» В интервью, данному журналу Бек назвал гитарные партии в песне «Supernaut» своими любимыми, наравне с риффами в песне Нейла Янга «Cinnamon Girl». Фрэнк Заппа также назвал эту песню одной из своих любимых. «Supernaut» также являлась любимой песней Black Sabbath барабанщика Led Zeppelin Джона Бонэма.

## Список композиций
Авторы всех песен — Гизер Батлер, Тони Айомми, Оззи Осборн и Билл Уорд.
Сторона 1:
1. Wheels of Confusion/The Straightener — 7:57
2. Tomorrow’s Dream — 3:06
3. Changes  — 4:41
4. FX — 1:39 (инструментальная)
5. Supernaut — 4:40

Сторона 2:
1. Snowblind — 5:25
2. Cornucopia — 3:49
3. Laguna Sunrise — 2:48 (инструментальная)
4. St. Vitus Dance — 2:24
5. Under the Sun/Every Day Comes and Goes — 5:49

## Участники записи
| Black Sabbath - Тони Айомми — гитара, фортепиано, меллотрон - Оззи Осборн — вокал - Гизер Батлер — бас-гитара - Билл Уорд — ударные | Технический персонал - Колин Колдуэлл — звукоинженер - Вик Смит — звукоинженер |

## Позиции в хит-парадах
|  | Этот раздел нужно дополнить. Пожалуйста, улучшите и дополните раздел. (11 апреля 2023) |

| Хит-парад (1973)                   | Позиция |
| ---------------------------------- | ------- |
| Италия (FIMI)                      | 63      |
| США (Billboard Top Popular Albums) | 77      |

## Сертификация
| Дата            | Достижение | Количество продаж |
| --------------- | ---------- | ----------------- |
| 6 ноября 1972   | золото     | 500,000           |
| 13 октября 1986 | платина    | 1,000,000         |

| Дата             | Достижение | Количество продаж |
| ---------------- | ---------- | ----------------- |
| 1 сентября 1977  | золото     | 50,000            |
| 1 September 1977 | платина    | 100,000           |